# Syväsaari (ö i Södra Savolax, Nyslott)
Syväsaari är en ö i Finland. Den ligger i sjön Pihlajavesi och i kommunen Nyslott i  landskapet Södra Savolax, i den sydöstra delen av landet, 270 km nordost om huvudstaden Helsingfors. Öns största längd är 420 meter i sydöst-nordvästlig riktning.